# 遺伝 (斉藤和義の曲)
「遺伝」（いでん）は、2017年2月22日にSPEEDSTAR RECORDSから発売された斉藤和義46作目のシングル。

## 解説
前作から8ヶ月振りのシングル。TBSテレビ系ドラマ「下剋上受験」の主題歌。C/W曲「行き先は未来」は2016年8月公開の映画『超高速！参勤交代リターンズ』の主題歌として書き下ろされ、9月から先行配信された。ベースに細野晴臣、ドラムに林立夫が参加している。「ひまわりに積もる雪」は資生堂のメーキャップブランド「MAQuillAGE」のWEBショートムービー、窪田正孝×二階堂ふみ主演「スノービューティー2016『逆さに降る雪』」のために書き下ろされた。映画と同様、歌詞もスノードームをモチーフに書かれている。7月から配信限定リリースされていた。CD発売にあたり2月24日にはLINE LIVEでスタジオライブが配信され、収録曲全曲が演奏された。
収録曲3曲共アルバム「Toys Blood Music」初回限定盤付属DISCに収録。
通常盤と初回限定盤の2形態で発売。
初回限定盤には、斉藤の2本のシグネチャー・モデルギターGibson J-45・Gibson KS-330、「せ」のロゴをモチーフにしたピンバッジ3個セット付属。

## 収録曲
全曲　作詞・作曲・編曲：斉藤和義
1. 遺伝（5：00）
TBSテレビ系ドラマ「下剋上受験」主題歌
2. 行き先は未来（3：13）
映画『超高速！参勤交代リターンズ』主題歌
3. ひまわりに積もる雪（4：58）
資生堂メーキャップブランド「MAQuillAGE」のWEBショートムービー、窪田正孝×二階堂ふみ主演「スノービューティー2016『逆さに降る雪』」